# Victor Obinna
Victor Nsofor Obinna (Jos, 25 marzo 1987) è un ex calciatore nigeriano, di ruolo attaccante.

## Caratteristiche tecniche
Era un attaccante dalla spiccata velocità, in grado di agire sia come punta centrale che esterno offensivo. La sua esultanza tipica ai gol consisteva in una serie di capriole, gesto reso celebre in precedenza dal connazionale Obafemi Martins.

## Carriera

### Club

#### Dagli esordi all'approdo in Italia
Cresce nelle giovanili dell'Enyimba, arrivandone a vestire la maglia della prima squadra ancora minorenne. Nel 2005, compiuta la maggiore età, si trasferisce in Italia venendo acquistato dal Chievo. Esordisce in Serie A l'11 settembre nella vittoria con il Parma, realizzando la prima rete due settimane più tardi in casa della Sampdoria. Nell'agosto 2006 subisce una squalifica di quattro mesi, successivamente ridotta in appello, per un doppio accordo contrattuale assunto l'anno precedente in cui — oltre alla società veneta — firmò anche per i brasiliani dell'Internacional; tornato a giocare già in autunno è decisivo per le prime affermazioni clivensi, dopo un inizio di stagione sofferto. Malgrado l'apporto del nigeriano, a segno anche nella trasferta di Palermo, gli scaligeri retrocedono in Serie B all'ultima giornata di campionato.
Rimasto in gialloblu anche nel 2007-08 dopo alcuni fatti controversi — come la polemica con la dirigenza per la mancata cessione e il coinvolgimento in un sinistro stradale — contribuisce alla risalita della formazione con 8 gol.
Ceduto all'Inter nell'estate 2008, non trova molto spazio in nerazzurro. L'attaccante raccoglie comunque 9 presenze e una rete in campionato nello scontro diretto nella gara di andata contro la Roma all'Olimpico, facendo parte della rosa che si aggiudica lo Scudetto.

#### Málaga e West Ham
Il 27 agosto 2009 viene ceduto in prestito al Málaga. Finito il prestito ritorna all'Inter ma esattamente un anno dopo (27 agosto 2010) passa in prestito al West Ham. Il 30 gennaio 2011 segna una tripletta contro il Nottingham nei sedicesimi di finale in Fa Cup che fa passare al turno successivo gli Hammers (3-2). Termina la stagione con 25 presenze e 3 gol in campionato con l'amara retrocessione del club londinese.

#### Lokomotiv Mosca e il ritorno al ChievoVerona
Obinna, scaduto il contratto con l'Inter, rimane svincolato e il 20 giugno 2011 viene ingaggiato dal Lokomotiv Mosca. Debutta in campionato il 7 agosto contro il Sovetov Samara (0-0) subentrando al minuto 60 al compagno Dmitrij Los'kov. Gioca la sua prima partita da titolare il 21 agosto contro il Krasnodar (1-0) rimediando anche un'ammonizione. Segna il suo primo gol in campionato il 7 settembre contro lo Zenit San Pietroburgo al primo minuto della ripresa (4-2). Fa il suo esordio assoluto nelle coppe europee il 18 agosto in Europa League in Lokomotiv Mosca-Spartak Trnava 2-0, subentrando nella ripresa a Vladislav Ignat'ev e segna il suo primo gol nella gara di ritorno al minuto 81 su rigore.
Si ripete nella vittoria esterna contro lo Sturm Graz (1-2). Viene espulso per la prima volta in campionato il 29 ottobre in Spartak Mosca-Lokomotiv Mosca 3-0 al minuto 82 per doppia ammonizione. In tutto con la squadra di Mosca ha all'attivo 58 presenze e 5 gol. Il 31 gennaio 2014 viene ceduto in prestito secco al ChievoVerona, facendo così ritorno alla squadra di Verona. Riesordisce con la casacca clivense nella partita Udinese-Chievo Verona (3-0), subentrando al 62' al posto di Bentivoglio. Ritorna a fare la sua prima partita da titolare contro il Bologna, partita terminata 3-0 per i gialloblu. Segna i suoi unici due gol stagionali il 18 maggio 2014, subentrando nel secondo tempo nella partita conclusiva del campionato contro la sua ex squadra: l'Inter (2-1 il finale per i veneti).
Terminato il prestito, torna al Lokomotiv Mosca. Rimane con il club russo fino alla fine del contratto.
Nella stagione 2015-2016 passa nel Duisburg, nella seconda serie tedesca.
Nella stagione 2016-2017 viene ingaggiato dal Darmstadt nella Bundesliga ma il 31 gennaio 2017 rescinde il contratto.

#### Cape Town e sviluppi successivi
Il 13 settembre 2017 viene annunciato l'ingaggio dell'attaccante nigeriano da parte del Cape Town City, società sudafricana militante in Premier Division.
Nell'aprile 2018 circola la notizia che il calciatore si sta allenando con il Vedeggio, società della Seconda Lega ticinese. Nel febbraio 2019 si allena con il Potenza ma deve lasciare la squadra per motivi personali.
Al 2020, dopo essersi ritirato, lavora come scout in Africa.

### Nazionale
Debutta in Nazionale il 23 gennaio 2006 contro il Ghana, all'età di 18 anni e 9 mesi, in una partita valida per la Coppa d'Africa: nei quarti di finale segna una rete contro la Tunisia e in seguito conquista il terzo posto. Nel 2008 viene convocato di nuovo per il torneo continentale, mentre in estate partecipa ai Giochi Olimpici di Pechino segnando 3 gol e aggiudicandosi la medaglia d'argento dopo la sconfitta contro l'Argentina. Il 7 giugno 2009 mette a segno la sua prima doppietta, contro il Kenya. Il 30 gennaio 2010 segna un gol all'Algeria regalando alla sua Nazionale il terzo posto in Coppa d'Africa.

## Statistiche

### Presenze e reti nei club
| Stagione               | Squadra                | Campionato             | Campionato | Campionato | Coppe nazionali | Coppe nazionali | Coppe nazionali | Coppe continentali | Coppe continentali | Coppe continentali | Altre coppe | Altre coppe | Altre coppe | Totale | Totale |
| Stagione               | Squadra                | Comp                   | Pres       | Reti       | Comp            | Pres            | Reti            | Comp               | Pres               | Reti               | Comp        | Pres        | Reti        | Pres   | Reti   |
| ---------------------- | ---------------------- | ---------------------- | ---------- | ---------- | --------------- | --------------- | --------------- | ------------------ | ------------------ | ------------------ | ----------- | ----------- | ----------- | ------ | ------ |
| 2004                   | Enyimba                | NPL                    | 0          | 0          | -               | -               | -               | -                  | -                  | -                  | -           | -           | -           | ?      | ?      |
| 2005                   | Enyimba                | NPL                    | 13         | 11         | -               | -               | -               | -                  | -                  | -                  | -           | -           | -           | 13     | 11     |
| Totale Enyinba         | Totale Enyinba         | Totale Enyinba         | 13         | 11         |                 |                 |                 |                    |                    |                    |             |             |             | 13     | 11     |
| 2005-2006              | ChievoVerona           | A                      | 26         | 6          | CI              | 1               | 0               | -                  | -                  | -                  | -           | -           | -           | 27     | 6      |
| 2006-2007              | ChievoVerona           | A                      | 24         | 5          | CI              | 3               | 1               | -                  | -                  | -                  | -           | -           | -           | 27     | 6      |
| 2007-2008              | ChievoVerona           | B                      | 32         | 8          | CI              | -               | -               | -                  | -                  | -                  | -           | -           | -           | 32     | 8      |
| 2008-2009              | Inter                  | A                      | 9          | 1          | CI              | 2               | 0               | UCL                | 0                  | 0                  | SI          | 0           | 0           | 11     | 1      |
| 2009-2010              | Málaga                 | PD                     | 26         | 4          | CR              | 1               | 0               | -                  | -                  | -                  | -           | -           | -           | 27     | 4      |
| 2010-2011              | West Ham               | PL                     | 25         | 3          | FACup+CdL       | 3+4             | 3+2             | -                  | -                  | -                  | -           | -           | -           | 32     | 8      |
| 2011-2012              | Lokomotiv Mosca        | PL                     | 16         | 1          | CR              | 2               | 0               | UEL                | 8                  | 2                  | -           | -           | -           | 26     | 3      |
| 2012-2013              | Lokomotiv Mosca        | PL                     | 26         | 2          | CR              | 2               | 0               | UEL                | 0                  | 0                  | -           | -           | -           | 28     | 2      |
| 2013-gen. 2014         | Lokomotiv Mosca        | PL                     | 3          | 0          | CR              | 1               | 0               | -                  | -                  | -                  | -           | -           | -           | 4      | 0      |
| Totale Lokomotiv Mosca | Totale Lokomotiv Mosca | Totale Lokomotiv Mosca | 45         | 3          |                 | 5               | 0               |                    | 8                  | 2                  |             |             |             | 58     | 5      |
| gen.-giu. 2014         | ChievoVerona           | A                      | 10         | 2          | CI              | 0               | 0               | -                  | -                  | -                  | -           | -           | -           | 10     | 2      |
| Totale ChievoVerona    | Totale ChievoVerona    | Totale ChievoVerona    | 92         | 21         |                 | 4               | 1               |                    |                    |                    |             |             |             | 96     | 22     |
| sett. 2015-2016        | Duisburg               | 2L                     | 15         | 3          | CG              | -               | -               | -                  | -                  | -                  | -           | -           | -           | 15     | 3      |
| 2016-gen.2017          | Darmstadt              | BL                     | 2          | 0          | CG              | 1               | 0               | -                  | -                  | -                  | -           | -           | -           | 3      | 0      |
| 2017-2018              | Cape Town City         | PD                     | 9          | 1          | CSA+CdL         | 1+1             | 0               | -                  | -                  | -                  | -           | -           | -           | 11     | 1      |
| Totale carriera        | Totale carriera        | Totale carriera        | 228        | 46         |                 | 19              | 6               |                    | 8                  | 2                  |             |             |             | 250    | 54     |

### Cronologia presenze e reti in nazionale
| Cronologia completa delle presenze e delle reti in nazionale ― Nigeria | Cronologia completa delle presenze e delle reti in nazionale ― Nigeria | Cronologia completa delle presenze e delle reti in nazionale ― Nigeria | Cronologia completa delle presenze e delle reti in nazionale ― Nigeria | Cronologia completa delle presenze e delle reti in nazionale ― Nigeria | Cronologia completa delle presenze e delle reti in nazionale ― Nigeria | Cronologia completa delle presenze e delle reti in nazionale ― Nigeria | Cronologia completa delle presenze e delle reti in nazionale ― Nigeria |
| Data                                                                   | Città                                                                  | In casa                                                                | Risultato                                                              | Ospiti                                                                 | Competizione                                                           | Reti                                                                   | Note                                                                   |
| ---------------------------------------------------------------------- | ---------------------------------------------------------------------- | ---------------------------------------------------------------------- | ---------------------------------------------------------------------- | ---------------------------------------------------------------------- | ---------------------------------------------------------------------- | ---------------------------------------------------------------------- | ---------------------------------------------------------------------- |
| 23-1-2006                                                              | Porto Said                                                             | Nigeria                                                                | 1 – 0                                                                  | Ghana                                                                  | Coppa d'Africa 2006 - 1º turno                                         | -                                                                      | 83’                                                                    |
| 31-1-2006                                                              | Porto Said                                                             | Nigeria                                                                | 2 – 0                                                                  | Senegal                                                                | Coppa d'Africa 2006 - 1º turno                                         | -                                                                      | 77’                                                                    |
| 4-2-2006                                                               | Porto Said                                                             | Nigeria                                                                | 1 – 1 dts (6 – 5 dtr)                                                  | Tunisia                                                                | Coppa d'Africa 2006 - Quarti di finale                                 | 1                                                                      |                                                                        |
| 7-2-2006                                                               | Alessandria d'Egitto                                                   | Nigeria                                                                | 0 – 1                                                                  | Costa d'Avorio                                                         | Coppa d'Africa 2006 - Semifinale                                       | -                                                                      |                                                                        |
| 9-2-2006                                                               | Il Cairo                                                               | Senegal                                                                | 0 – 1                                                                  | Nigeria                                                                | Coppa d'Africa 2006 - Finale 3º posto                                  | -                                                                      | 78’                                                                    |
| 9-1-2008                                                               | Estepona                                                               | Nigeria                                                                | 2 – 0                                                                  | Sudan                                                                  | Amichevole                                                             | -                                                                      | 46’                                                                    |
| 25-1-2008                                                              | Sekondi-Takoradi                                                       | Nigeria                                                                | 0 – 0                                                                  | Mali                                                                   | Coppa d'Africa 2008 - 1º turno                                         | -                                                                      | 84’                                                                    |
| 29-1-2008                                                              | Sekondi-Takoradi                                                       | Nigeria                                                                | 2 – 0                                                                  | Benin                                                                  | Coppa d'Africa 2008 - 1º turno                                         | -                                                                      | 51’                                                                    |
| 3-2-2008                                                               | Accra                                                                  | Ghana                                                                  | 2 – 1                                                                  | Nigeria                                                                | Coppa d'Africa 2008 - Quarti di finale                                 | -                                                                      | 85’                                                                    |
| 15-6-2008                                                              | Malabo                                                                 | Guinea Equatoriale                                                     | 0 – 1                                                                  | Nigeria                                                                | Qual. Mondiali 2010                                                    | -                                                                      | 56’                                                                    |
| 21-6-2008                                                              | Abuja                                                                  | Nigeria                                                                | 2 – 0                                                                  | Guinea Equatoriale                                                     | Qual. Mondiali 2010                                                    | -                                                                      | 40’                                                                    |
| 11-10-2008                                                             | Abuja                                                                  | Nigeria                                                                | 4 – 1                                                                  | Sierra Leone                                                           | Qual. Mondiali 2010                                                    | 1                                                                      | 67’                                                                    |
| 19-11-2008                                                             | Cali                                                                   | Colombia                                                               | 1 – 0                                                                  | Nigeria                                                                | Amichevole                                                             | -                                                                      |                                                                        |
| 11-2-2009                                                              | Londra                                                                 | Nigeria                                                                | 0 – 0                                                                  | Giamaica                                                               | Amichevole                                                             | -                                                                      |                                                                        |
| 29-3-2009                                                              | Maputo                                                                 | Mozambico                                                              | 0 – 0                                                                  | Nigeria                                                                | Qual. Mondiali 2010                                                    | -                                                                      | 75’                                                                    |
| 29-5-2009                                                              | Londra                                                                 | Irlanda                                                                | 1 – 1                                                                  | Nigeria                                                                | Amichevole                                                             | -                                                                      | 61’                                                                    |
| 2-6-2009                                                               | Saint-Étienne                                                          | Francia                                                                | 0 – 1                                                                  | Nigeria                                                                | Amichevole                                                             | -                                                                      | 74’                                                                    |
| 7-6-2009                                                               | Abuja                                                                  | Nigeria                                                                | 3 – 0                                                                  | Kenya                                                                  | Qual. Mondiali 2010                                                    | 2                                                                      | 54’                                                                    |
| 20-6-2009                                                              | Radès                                                                  | Tunisia                                                                | 0 – 0                                                                  | Nigeria                                                                | Qual. Mondiali 2010                                                    | -                                                                      | 69’                                                                    |
| 6-9-2009                                                               | Abuja                                                                  | Nigeria                                                                | 2 – 2                                                                  | Tunisia                                                                | Qual. Mondiali 2010                                                    | -                                                                      | 65’                                                                    |
| 11-10-2009                                                             | Abuja                                                                  | Nigeria                                                                | 1 – 0                                                                  | Mozambico                                                              | Qual. Mondiali 2010                                                    | 1                                                                      | 63’                                                                    |
| 14-11-2009                                                             | Nairobi                                                                | Kenya                                                                  | 2 – 3                                                                  | Nigeria                                                                | Qual. Mondiali 2010                                                    | -                                                                      | 61’                                                                    |
| 6-1-2010                                                               | Benguela                                                               | Zambia                                                                 | 0 – 0                                                                  | Nigeria                                                                | Amichevole                                                             | -                                                                      | Uscita                                                                 |
| 12-1-2010                                                              | Benguela                                                               | Egitto                                                                 | 3 – 1                                                                  | Nigeria                                                                | Coppa d'Africa 2010 - 1º turno                                         | -                                                                      | 69’                                                                    |
| 16-1-2010                                                              | Benguela                                                               | Nigeria                                                                | 1 – 0                                                                  | Benin                                                                  | Coppa d'Africa 2010 - 1º turno                                         | -                                                                      | 59’                                                                    |
| 20-1-2010                                                              | Lubango                                                                | Nigeria                                                                | 3 – 0                                                                  | Mozambico                                                              | Coppa d'Africa 2010 - 1º turno                                         | -                                                                      | 84’                                                                    |
| 25-1-2010                                                              | Lubango                                                                | Nigeria                                                                | 0 – 0 dts (5 – 4 dtr)                                                  | Zambia                                                                 | Coppa d'Africa 2010 - Quarti di finale                                 | -                                                                      | 91’                                                                    |
| 28-1-2010                                                              | Luanda                                                                 | Ghana                                                                  | 1 – 0                                                                  | Nigeria                                                                | Coppa d'Africa 2010 - Semifinale                                       | -                                                                      | 67’                                                                    |
| 30-1-2010                                                              | Benguela                                                               | Nigeria                                                                | 1 – 0                                                                  | Algeria                                                                | Coppa d'Africa 2010 - Finale 3º posto                                  | 1                                                                      | 77’                                                                    |
| 3-3-2010                                                               | Abuja                                                                  | Nigeria                                                                | 5 – 2                                                                  | RD del Congo                                                           | Amichevole                                                             | 1                                                                      |                                                                        |
| 25-5-2010                                                              | Wattens                                                                | Nigeria                                                                | 0 – 0                                                                  | Arabia Saudita                                                         | Amichevole                                                             | -                                                                      | 56’                                                                    |
| 30-5-2010                                                              | Milton Keynes                                                          | Nigeria                                                                | 1 – 1                                                                  | Colombia                                                               | Amichevole                                                             | -                                                                      | 75’                                                                    |
| 6-6-2010                                                               | Johannesburg                                                           | Nigeria                                                                | 3 – 1                                                                  | Corea del Nord                                                         | Amichevole                                                             | 1                                                                      |                                                                        |
| 12-6-2010                                                              | Johannesburg                                                           | Argentina                                                              | 1 – 0                                                                  | Nigeria                                                                | Mondiali 2010 - 1º turno                                               | -                                                                      | 52’                                                                    |
| 22-6-2010                                                              | Durban                                                                 | Corea del Sud                                                          | 2 – 2                                                                  | Nigeria                                                                | Mondiali 2010 - 1º turno                                               | -                                                                      | 70’                                                                    |
| 10-10-2010                                                             | Conakry                                                                | Guinea                                                                 | 1 – 0                                                                  | Nigeria                                                                | Qual. Coppa d'Africa 2012                                              | -                                                                      |                                                                        |
| 27-3-2011                                                              | Abuja                                                                  | Nigeria                                                                | 4 – 0                                                                  | Etiopia                                                                | Qual. Coppa d'Africa 2012                                              | -                                                                      |                                                                        |
| 29-3-2011                                                              | Abuja                                                                  | Nigeria                                                                | 3 – 0                                                                  | Kenya                                                                  | Amichevole                                                             | -                                                                      | 46’                                                                    |
| 1-6-2011                                                               | Abuja                                                                  | Nigeria                                                                | 4 – 1                                                                  | Argentina                                                              | Amichevole                                                             | 1                                                                      | 79’                                                                    |
| 5-6-2011                                                               | Addis Abeba                                                            | Etiopia                                                                | 2 – 2                                                                  | Nigeria                                                                | Qual. Coppa d'Africa 2012                                              | -                                                                      | Uscita                                                                 |
| 4-9-2011                                                               | Antananarivo                                                           | Madagascar                                                             | 0 – 2                                                                  | Nigeria                                                                | Qual. Coppa d'Africa 2012                                              | 1                                                                      |                                                                        |
| 6-9-2011                                                               | Dacca                                                                  | Argentina                                                              | 3 – 1                                                                  | Nigeria                                                                | Amichevole                                                             | -                                                                      | 31’                                                                    |
| 8-10-2011                                                              | Abuja                                                                  | Nigeria                                                                | 2 – 2                                                                  | Guinea                                                                 | Qual. Coppa d'Africa 2012                                              | 1                                                                      |                                                                        |
| 11-10-2011                                                             | Watford                                                                | Ghana                                                                  | 0 – 0                                                                  | Nigeria                                                                | Amichevole                                                             | -                                                                      | 80’                                                                    |
| 14-8-2013                                                              | Durban                                                                 | Sudafrica                                                              | 0 – 2                                                                  | Nigeria                                                                | Amichevole                                                             | -                                                                      | 46’                                                                    |
| 10-9-2013                                                              | Kaduna                                                                 | Nigeria                                                                | 4 – 1                                                                  | Burkina Faso                                                           | Amichevole                                                             | -                                                                      | 55’                                                                    |
| 16-11-2013                                                             | Calabar                                                                | Nigeria                                                                | 2 – 0                                                                  | Etiopia                                                                | Qual. Mondiali 2014                                                    | 1                                                                      | 79’                                                                    |
| 5-3-2014                                                               | Atlanta                                                                | Messico                                                                | 0 – 0                                                                  | Nigeria                                                                | Amichevole                                                             | -                                                                      | 60’                                                                    |
| Totale                                                                 |                                                                        | Presenze                                                               | 49                                                                     |                                                                        | Reti                                                                   | 12                                                                     |                                                                        |

| Cronologia completa delle presenze e delle reti in nazionale ― Nigeria olimpica | Cronologia completa delle presenze e delle reti in nazionale ― Nigeria olimpica | Cronologia completa delle presenze e delle reti in nazionale ― Nigeria olimpica | Cronologia completa delle presenze e delle reti in nazionale ― Nigeria olimpica | Cronologia completa delle presenze e delle reti in nazionale ― Nigeria olimpica | Cronologia completa delle presenze e delle reti in nazionale ― Nigeria olimpica | Cronologia completa delle presenze e delle reti in nazionale ― Nigeria olimpica | Cronologia completa delle presenze e delle reti in nazionale ― Nigeria olimpica |
| Data                                                                            | Città                                                                           | In casa                                                                         | Risultato                                                                       | Ospiti                                                                          | Competizione                                                                    | Reti                                                                            | Note                                                                            |
| ------------------------------------------------------------------------------- | ------------------------------------------------------------------------------- | ------------------------------------------------------------------------------- | ------------------------------------------------------------------------------- | ------------------------------------------------------------------------------- | ------------------------------------------------------------------------------- | ------------------------------------------------------------------------------- | ------------------------------------------------------------------------------- |
| 7-8-2008                                                                        | Tientsin                                                                        | Paesi Bassi olimpica                                                            | 0 – 0                                                                           | Nigeria olimpica                                                                | Olimpiadi 2008 - 1º turno                                                       | -                                                                               |                                                                                 |
| 10-8-2008                                                                       | Tientsin                                                                        | Nigeria olimpica                                                                | 2 – 1                                                                           | Giappone olimpica                                                               | Olimpiadi 2008 - 1º turno                                                       | 1                                                                               | 77’                                                                             |
| 13-8-2008                                                                       | Pechino                                                                         | Nigeria olimpica                                                                | 2 – 1                                                                           | Stati Uniti olimpica                                                            | Olimpiadi 2008 - 1º turno                                                       | 1                                                                               |                                                                                 |
| 16-8-2008                                                                       | Qinhuangdao                                                                     | Nigeria olimpica                                                                | 2 – 0                                                                           | Costa d'Avorio olimpica                                                         | Olimpiadi 2008 - Quarti di finale                                               | 1                                                                               |                                                                                 |
| 19-8-2008                                                                       | Shanghai                                                                        | Nigeria olimpica                                                                | 4 – 1                                                                           | Belgio olimpica                                                                 | Olimpiadi 2008 - Semifinale                                                     | -                                                                               |                                                                                 |
| 23-8-2008                                                                       | Pechino                                                                         | Nigeria olimpica                                                                | 0 – 1                                                                           | Argentina olimpica                                                              | Olimpiadi 2008 - Finale                                                         | -                                                                               | 51’                                                                             |
| Totale                                                                          |                                                                                 | Presenze                                                                        | 6                                                                               |                                                                                 | Reti                                                                            | 3                                                                               |                                                                                 |

## Palmarès

### Club
- Campionato nigeriano: 1

Enyimba: 2005
- Coppa di Nigeria: 1

Enyimba: 2005
- Campionato italiano di Serie B: 1

Chievo Verona: 2007-2008
- Campionato italiano: 1

Inter: 2008-2009
- Supercoppa italiana: 1

Inter: 2008

### Nazionale
- Argento olimpico: 1

Nigeria: 2008